# 遊!Style
『遊!Style』（ゆうすた）は、2012年7月14日から2012年9月22日までひかりTVチャンネルで毎週土曜日12:00 - 12:30（JST）に放送されていたスポーツバラエティ番組である。

## 概要
吉澤ひとみと我が家・杉山裕之が、健康に役立つ「遊び・スポーツ」を紹介する。

## 出演者
- 吉澤ひとみ
- 杉山裕之（我が家）
- 矢島舞美（℃-ute）

## 過去の放送内容
| 回 | 初回放送日    | 放送内容                                     |
| -- | ------------- | -------------------------------------------- |
| 1  | 2012年7月14日 | 自転車を積んで小江戸ポタリング               |
| 2  | 2012年7月28日 | 夏の房総半島をロングライド！                 |
| 3  | 2012年8月11日 | 挑戦！マウンテンバイク編スポーツサイクル入門 |
| 4  | 2012年8月11日 | 富士山麓 爽快サイクリング編                  |
| 5  | 2012年9月8日  | 夏の北アルプス 輪行の旅                      |
| 6  | 2012年9月22日 | 遊！遊！大島 クロスバイクでポタリング        |